# Younger Now
Younger Now é o sexto álbum de estúdio da artista musical estadunidense Miley Cyrus. Foi lançado em 29 de setembro de 2017 através da gravadora RCA. Cyrus começou a planejar um registro mais comercial para dar seguimento ao seu quarto álbum Bangerz (2013) enquanto simultaneamente trabalhava em seu projeto experimental Miley Cyrus & Her Dead Petz em 2015, embora tenha sido influenciado pela reconciliação com o seu noivo Liam Hemsworth em 2016. Younger Now foi escrito e produzido por Cyrus e Oren Yoel, que já colaborou com a artista nos seus dois últimos álbuns. Não se preocupando com desempenho nas rádios, seus esforços resultaram em um projeto final "honesto" que mostra Cyrus "de volta às suas raízes". O projeto conta com a participação de Dolly Parton, sua madrinha.
De uma maneira geral, Younger Now recebeu opiniões variadas dos críticos de música, que sentiram que sua composição e produção careciam de mais essência. Estreou na quinta posição na tabela Billboard 200 (EUA), vendendo em sua primeira semana 45.000 unidades equivalente ao álbum, e marcou o pior desempenho de Cyrus no país e também a primeira semana de vendas mais baixa. Os dois singles lançados do álbum, "Malibu" e a faixa-título, respectivamente, atingiram as posições de número 10 e 79 na Billboard Hot 100 (EUA). O primeiro single recebeu certificação de platina dupla pela Recording Industry Association of America (RIAA).
Procurando se livrar de sua imagem provocativa que ela havia desenvolvido durante a promoção do Bangerz e Miley Cyrus & Her Dead Petz, os esforços promocionais para Younger Now associaram Cyrus a uma imagem cada vez mais conservadora. Ela fez apresentações em diversos programas televisivos, incluindo o Billboard Music Awards e MTV Video Music Awards, declarando também no mês seguinte ao lançamento do álbum que não entraria em turnê e não lançaria mais singles para a divulgação do mesmo, mantendo seu foco como jurada no The Voice.

## Antecedentes e desenvolvimento

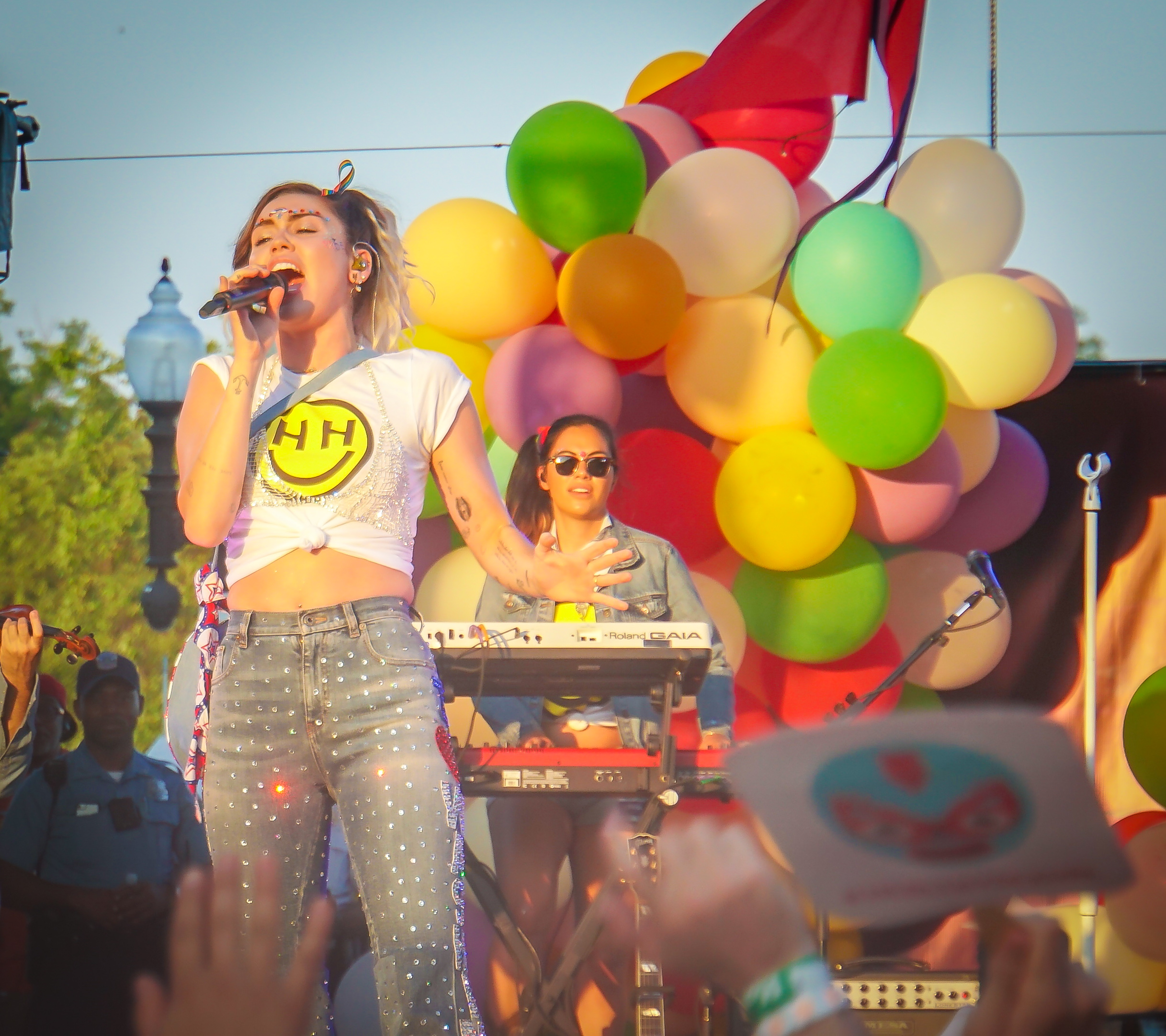
Capital Pride Festival 2017, featuring the Pointer Sisters and Miley Cyrus. Kaiser Permanente is a Platinum Sponsor of Capital Pride and Capital TransPride As Washington, DC goes, so goes the nation, in the most inclusive city in the world.

Depois de um hiato de três anos longe da música, Cyrus lançou seu quarto álbum Bangerz em 2013. Ela trabalhou com produtores mais convencionais na tentativa de atrair mais ouvintes, desenvolvendo também uma imagem mais provocativa que caracterizou seu retorno ao pop. Em seguida, lançou seu álbum experimental psicodélico Miley Cyrus & Her Dead Petz na plataforma SoundCloud em 2015. O projeto recebeu críticas variadas, e Cyrus recebeu acusações de apropriação cultural por usar dreadlocks durante atividades promocionais ao álbum. Cyrus também se assumiu pansexual em 2015, cerca de um ano depois de dar início ao apoio à juventude LGBT e moradores de rua por meio da Happy Hippie Foundation.
Em 2016, tornou-se jurada do programa de calouros The Voice, e cedeu esforços fazendo campanha à Hillary Clinton na eleição presidencial depois de Bernie Sanders, o candidato que Cyrus endossou originalmente. Devido à derrota de Clinton, a cantora admitiu estar profundamente entristecida pela grande polaridade política do país, que a fez decidir voltar à música country para reagir contra os conservadores.

## Composição
Younger Now é considerado um álbum country pop e pop rock. Foi inteiramente escrito por Cyrus e Oren Yoel, que já havia trabalhado com a artista anteriormente na faixa "Adore You" do Bangerz em 2013, e em diversas faixas do Miley Cyrus & Her Dead Petz.

## Promoção
"Uma vez minha mãe disse: 'Quando você era uma garota, tudo que você queria fazer era usar salto alto e meia-calça.' Eu queria muito ser madura. E ela disse: 'Eu juro por Deus, você é mais jovem agora do que era anos atrás.' E isso ficou martelando em mim: eu sou jovem pra caralho agora, e eu tenho orgulho disso."

—Cyrus descrevendo o significado do título do álbum para a revista Billboard.

### Lançamento
O sexto álbum de Cyrus, até então sem título, foi primeiramente discutido pela numa edição da Billboard publicada em maio de 2017. Em 7 de agosto, ela anunciou que o projeto se chamaria Younger Now e que seria lançado em 29 de setembro. Ficou disponível para pré-venda em 18 de agosto. No seu lançamento, álbum foi disponibilizado nos formatos CD, download digital e streaming; e prensagens em vinil lançado em 9 de fevereiro de 2018.

### Singles
O primeiro single "Malibu" foi anunciado em 3 de maio de 2017, e lançado juntamente com seu vídeo musical em 11 de maio. Estreou na posição de número 64 na tabela Billboard Hot 100 (EUA), e atingiu a décima posição na semana seguinte. A faixa recebeu certificação de platina dupla pela Recording Industry Association of America (RIAA) em janeiro de 2019. O segundo e último single foi a faixa-título "Younger Now", lançado com seu vídeo musical em 18 de agosto. Atingiu a posição de número 79 na Billboard Hot 100. Os singles promocionais "Inspired" e "Week Without You" foram lançados em 9 de junho e 21 de setembro, respectivamente. Em 30 de outubro, a artista confirmou que não lançaria mais singles e que não entraria numa digressão em suporte ao Younger Now.

### Apresentações ao vivo

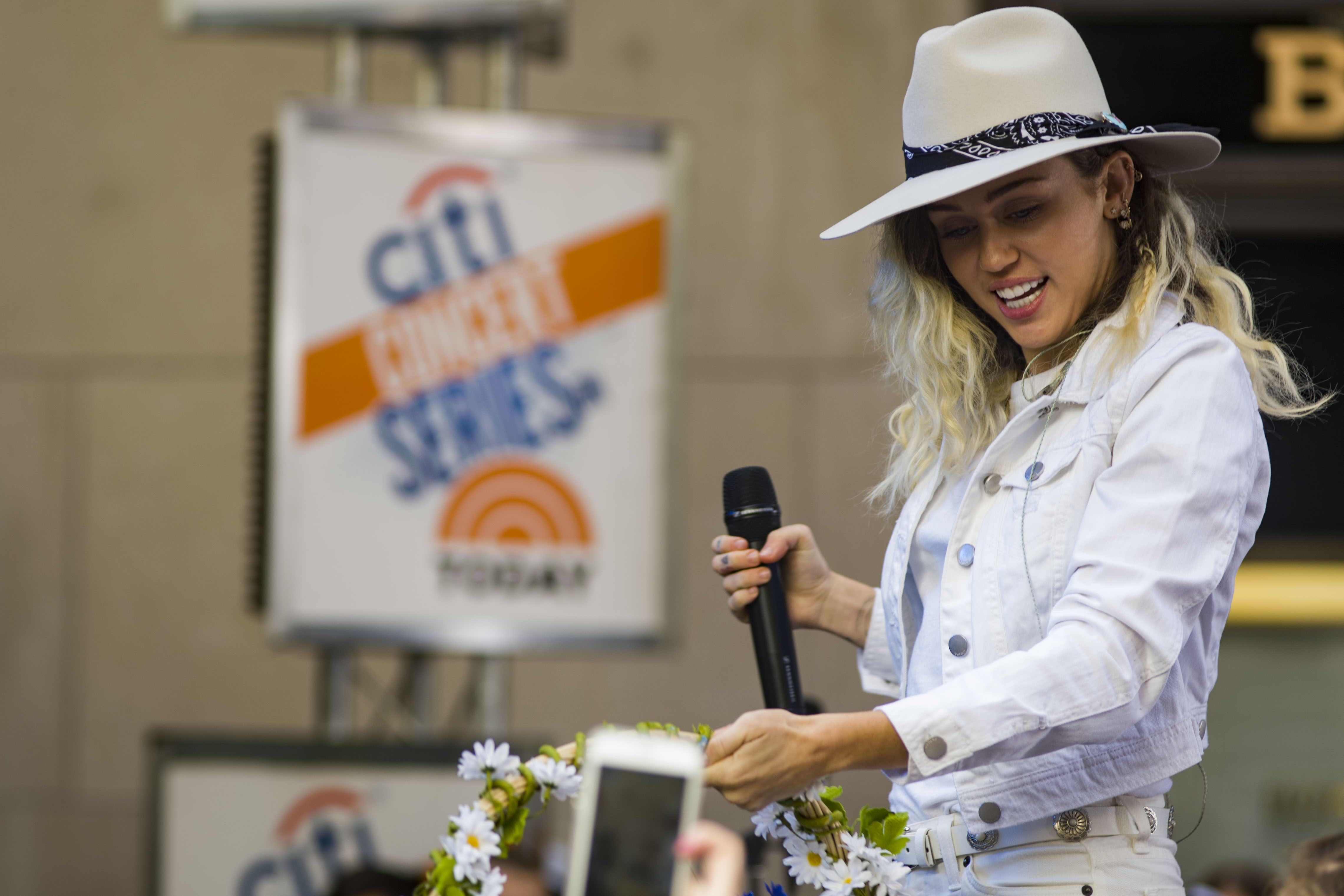
Cyrus se apresentando em Nova Iorque no Today, maio de 2017.

A artista performou o primeiro single do álbum, "Malibu", no Wango Tango em 13 de maio. Ela apresentou a mesma canção no Billboard Music Awards e The Voice em 21 e 22 de maio respectivamente. Apresentou novamente a canção no The Today Show em 26 de maio como parte da série Citi Concert. No mesmo dia, fez uma aparição surpresa no The Tonight Show Starring Jimmy Fallon, para promover seu convidado musical no Late Night with Seth Meyers. Performou no concerto beneficente One Love Manchester em 4 de junho. Em 14 de junho, novamente no Fallon, a cantora apresentou as canções "Malibu" e "Inspired". Em 22 de agosto, lançou um website, youngernow.com para que os fãs pudessem enviar suas fotos relacionadas à arte principal da capa do single "Younger Now". Em 27 de agosto, performou "Younger Now" pela primeira vez no MTV Video Music Awards, e em 7 de setembro, a mesma canção no The Ellen DeGeneres Show.
De 2 a 6 de outubro, fez mais aparições no The Tonight Show Starring Jimmy Fallon, e dessa vez se apresentou com a canção "Week Without You". Em 4 de novembro, ela apresentou "Bad Mood" e "I Would Die for You" no Saturday Night Live.

## Análise da crítica
| Críticas profissionais | Críticas profissionais |
| Pontuações agregadas   | Pontuações agregadas   |
| Fonte                  | Avaliação              |
| ---------------------- | ---------------------- |
| Metacritic             | 58/100                 |
| Avaliações da crítica  |                        |
| Fonte                  | Avaliação              |
| AllMusic               | [ 39 ]                 |
| Consequence of Sound   | C-                     |
| Entertainment Weekly   | B                      |
| The Guardian           | [ 42 ]                 |
| Idolator               | [ 43 ]                 |
| The Independent        | [ 44 ]                 |
| NME                    | [ 45 ]                 |
| 'Pitchfork             | 4.7/10                 |
| Slant Magazine         | [ 46 ]                 |

Em geral, Younger Now recebeu opiniões variadas dos críticos de música. No Metacritic, que atribui uma classificação normalizada de 100 a críticas de publicações populares, o álbum recebeu uma pontuação média de 58, com base em 17 análises, que indica "avaliações geralmente favoráveis". Stephen Thomas Erlewine, editor-chefe do site AllMusic, deu ao Younger Now uma nota de 3.5 de 5, afirmando que "o álbum apresenta-se disperso à medida em que as canções fluem, no entanto, acrescenta o retrato de uma estrela pop confiante com seu estilo, sem preocupações com estilos antigos." Dave Simpson do The Guardian opinou que "no álbum, ela tomou controle da composição e produção, emergindo-se como conservadora, confiante e uma cantora de country pop que retrata sobre liberdade." Escrevendo para o Pitchfork, Claire Lobenfeld deu uma nota de 4.7 de 10, citando "produção sem graça e composição fraca apenas com a intenção de mostrar quem Miley Cyrus pode ser." Jordan Sargent, da revista Spin, afirmou que "o álbum é o mais honesto possível", acrescentando: "Uma vez que seus álbuns anteriores parecem confusos, mas dolorosamente sinceros, Younger Now vem trazendo harmonia e 'higiene' musical. Com o frisson que fez de Cyrus uma estrela quase destruída." Billboard destacou o progresso natural de uma das faixas, "She's Not Him", alegando suas idêntidades como bissexual e panssexual.

## Desempenho comercial
Younger Now estreou na quinta posição na tabela Billboard 200 (EUA), vendendo em sua primeira semana 45.000 unidades equivalente ao álbum, sendo 33.000 em vendas tradicionais, ficando atrás dos álbuns Now de Shania Twain (137.000 unidades), Greatest Hits de Tom Petty and the Heartbreakers (84.000 unidades), Tell Me You Love Me de Demi Lovato (74.000 unidades) e The Bigger Artist de A Boogie Wit Da Hoodie (67.000 unidades). O desempenho deu a Cyrus sua décima primeira estreia no top 10 dos Estados Unidos, incluindo projetos feitos como Hannah Montana, e marcou sua primeira entrada na tabela desde Bangerz, que estreou no topo em 2013. Em sua segunda semana na tabela, Younger Now caiu para a posição de número 36.
Younger Now estrou na oitava posição na UK Singles Chart do Reino Unido, vendendo 10.024 cópias em sua primeira semana, tornando-se o seu quinto álbum top 10 no país. Também se tornou o seu quarto álbum top 10 na Austrália depois de Breakout (que atingiu o topo), Can't Be Tamed (que atingiu a quarta posição) e Bangerz (que também atingiu o topo), estreou na segunda posição na ARIA Albums Chart. O projeto também se tornou a sua oitava estreia no top 10 do Canadá, combinado também com as entradas de seu personagem Hannah Montana, estreando na terceira posição no país.

## Legado
Duas semanas antes do Younger Now ser lançado, Cyrus alegou que ela estava começando a trabalhar num novo projeto e que "duas de suas canções mais profundas estariam nele", estando presentes no EP She Is Coming (2019). Em dezembro de 2018, Cyrus reconheceu que a direção musical do Younger Now "não era exatamente a origem [para ela]" e creditou Ronson por "ajudá-la a moldar o seu som, onde ela poderia fazer tudo o que desejava conseguindo um resultado mais moderno." Mais tarde, ela afirmou que alguns elementos do seu próximo álbum podem estar relacionados aos "elementos country usados no Younger Now."
Cyrus comentou sobre o distanciamento da cultura hip hop na edição em que estampou a capa da Billboard, gerou polêmica em maio de 2017. Naquele mês, ela esclareceu que "[ela] respeita todos os artistas que falam a sua verdade e aprecia todos os gêneros musicais" e declarou sua preferência por "rap consciente e edificante" ao invés de composições baseadas em materialismo e sexo, em que no artigo ela explica que isso "a distanciou um pouco do cenário do hip hop". Cyrus emitiu outro pedido de desculpas nos comentários de um vídeo publicado no YouTube intitulado "Miley Cyrus Is My Problematic Fav...Sorry" em junho de 2019, onde ela declarou que "[ela] fodeu tudo e [ela] sinceramente pede desculpas" e lamentou que "[suas] palavras se tornaram um divisor em uma época em que apoio e união são cruciais".
Em novembro de 2018, Mike Wass do Idolator comentou que Younger Now é "um poderoso lembrete de que você não precisa de dezenas de colaboradores e uma equipe do tamanho do Texas para fazer um excelente álbum pop" apesar de não ser "a sequência do Bangerz que seus fãs secretamente desejavam" e não entregando "singles óbvios". Ele sentiu que a faixa-título combinava com os "ganchos pop e letras amigáveis" de "Malibu" com o "humor e emoção" do álbum e "aparece como um forte raio de luz na discografia de Miley" cujo baixo desempenho era inexplicável.

## Alinhamento de faixas
Todas as faixas foram escritas e produzidas por Miley Cyrus e Oren Yoel, com vocais adicionais de Dolly Parton em "Rainbowland".
| N.º            | Título                           | Duração |  |
| 1.             | "Younger Now"                    | 4:08    |  |
| 2.             | "Malibu"                         | 3:51    |  |
| 3.             | "Rainbowland" (com Dolly Parton) | 4:25    |  |
| 4.             | "Week Without You"               | 3:44    |  |
| 5.             | "Miss You So Much"               | 4:53    |  |
| 6.             | "I Would Die for You"            | 2:53    |  |
| 7.             | "Thinkin'"                       | 4:05    |  |
| 8.             | "Bad Mood"                       | 2:59    |  |
| 9.             | "Love Someone"                   | 3:19    |  |
| 10.            | "She's Not Him"                  | 3:33    |  |
| 11.            | "Inspired"                       | 3:21    |  |
| Duração total: | Duração total:                   | 40:11   |  |

| Faixa bônus japonêsa |                            |         |  |
| N.º                  | Título                     | Duração |  |
| 12.                  | "Malibu" (remix de Tiësto) | 4:19    |  |
| Duração total:       | Duração total:             | 44:30   |  |

## Créditos
Créditos adaptados do AllMusic.
- Miley Cyrus – vocais, produção, produção executiva, direção de arte, design
- Oren Yoel – instrumentação, arranjos e arranjos de cordas
- Dolly Parton – vocais (faixa 3)
- Jamie Arentzen – violão
- Jaco Caraco – violão
- Nicole Raw – baixo
- Paul Dateh – violino
- Jerry Johnson – violoncelo
- Matt Walker – violoncelo
- Taylor Andrew Covey – trombone
- Antoine Séverman – violino
- Adam Wolf – chifre francês
- Harris Majors Ostrander – trombeta
- Paul Franklin – pedal
- Stacy Jones – bateria, direção musical
- Doran Dina – engenharia
- Tom Rutledge – engenharia vocal
- Paul David Hager – mixagem, engenharia
- Manny Marroquin – mixagem
- Chris Galland – engenharia de mixagem
- Jeff Fitzpatrick – engenheiro assistente
- Scott Moore – engenheiro assistente
- Mark Ralston – engenheiro assistente
- Scott Desmarais – engenheiro de mixagem
- Robin Florent – assistente de mixagem
- Dave Kutch – masterização
- Pres Rodriguez – direção de arte, design
- Olivia Malone – arte da capa, fotografia
- Brian Bowen-Smith – fotografia
- Liam Hemsworth – fotografia
- Ryan Kenny – fotografia

## Desempenho nas tabelas musicais
| Tabela musical (2017)           | Melhor posição |
| ------------------------------- | -------------- |
| Alemanha (Offizielle Top 100)   | 16             |
| Austrália (ARIA)                | 2              |
| Áustria (Ö3 Austria Top 40)     | 8              |
| Bélgica (Ultratop de Flandres)  | 17             |
| Bélgica (Ultratop da Valônia)   | 21             |
| Canadá (Billboard)              | 3              |
| Chéquia (IFPI – Czech Republic) | 9              |
| Coréia do Sul (Gaon)            | 81             |
| Croácia (HDU)                   | 33             |
| Dinamarca (Hitlisten)           | 25             |
| Escócia (OCC)                   | 7              |
| Eslováquia (IFPI – Slovakia)    | 8              |
| Espanha (PROMUSICAE)            | 1              |
| Estados Unidos (Billboard 200)  | 5              |
| França (SNEP)                   | 40             |
| Grécia (AGPF)                   | 25             |
| Hungria (MAHASZ)                | 35             |
| Irlanda (IRMA)                  | 5              |
| Itália (FIMI)                   | 9              |
| Japão (Oricon)                  | 44             |
| México (AMPROFON)               | 11             |
| Noruega (VG-lista)              | 9              |
| Nova Zelândia (RMNZ)            | 4              |
| Países Baixos (Album Top 100)   | 11             |
| Polônia (ZPAV)                  | 19             |
| Portugal (AFP)                  | 6              |
| Reino Unido (OCC)               | 8              |
| Suécia (Sverigetopplistan)      | 11             |
| Suíça (Schweizer Hitparade)     | 11             |

| Tabela musical (2020) | Melhor posição |
| --------------------- | -------------- |
| Argentina (CAPIF)     | 5              |

## Vendas e certificações
| Região | Certificação | Unidades/vendas |
| --- | ------------ | --------------- |
| Brasil (PMB) | Ouro         | 20.000‡         |
| Canadá (Music Canada) | Ouro         | 40.000‡         |
| Noruega (IFPI Norge) | Ouro         | 10.000*         |
| *vendas baseadas apenas na certificação ^distribuições baseadas apenas na certificação ‡vendas+valores de streaming baseados apenas na certificação |              |                 |

## Histórico de lançamentos
| Região | Data                   | Edição | Formato(s)                    | Grav. | Ref.          |
| ------ | ---------------------- | ------ | ----------------------------- | ----- | ------------- |
| Várias | 29 de setembro de 2017 | Padrão | CD download digital streaming | RCA   | [ 17 ]        |
| Várias | 9 de fevereiro de 2018 | Padrão | Vinil                         | RCA   | [ 18 ] [ 95 ] |